# 캐나다 보수당 (1867년)

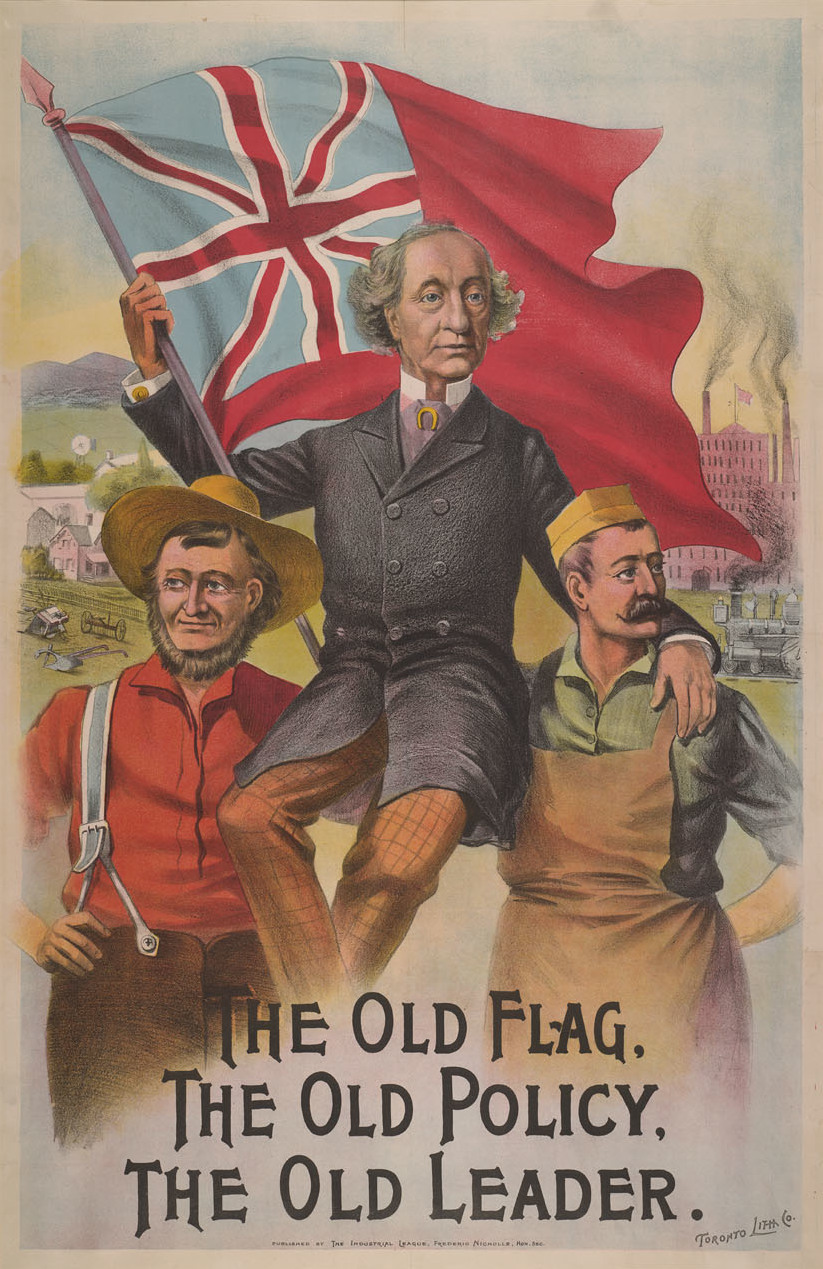

캐나다 보수당(영어: Conservative Party of Canada, 프랑스어: Parti conservateur du Canada)은 캐나다의 옛 정당이었다. 줄여서 보수당이라고 불렸다. 캐나다 보수당의 이름은 캐나다 연방이 결성된 이후부터 여러 가지 명칭으로 불렸다. 본래 자유보수당(영어: Liberal-Conservative Party)이라는 이름으로 시작하였다. 1873년부터 단순히 보수당의 이름으로 불렸지만 일부의 후보들은 자유보수당의 이름을 선호하였다.

## 같이 보기
- 캐나다 보수당